# Partia Chrześcijańsko-Socjalna
Partia Chrześcijańsko-Socjalna jest to szwajcarska partia polityczna, której główną ideologią są poglądy głoszone przez chrześcijańską lewicę.
Oto poglądy polityczne, które są częścią ideologii partii oraz są głoszone w trakcie kampanii wyborczej:
- płace pozwalające na minimum egzystencji,
- ulgi podatkowe oraz dotacje do produkcji odnawialnych źródeł energii,
- dodatkowe fundusze, które rząd powinien przeznaczyć na transport publiczny,
- zakaz reklamy alkoholu, papierosów lub leków,
- silniejsza ochrona emerytów,
- przeciwstawienie się ideologii neoliberalizmu,
- przeciwstawienie się prywatyzacji,
- przeciwstawienie się cięciom w zakresie zasiłków socjalnych.

W skali ogólnokrajowej partia posiada niewielkie poparcie, jednakże w niektórych kantonach partia stanowi znaczną siłę polityczną, np. w kantonie Obwalden partia jest trzecia pod względem poparcia, natomiast z kantonu Fryburg pochodzi jedyny przedstawiciel partii w parlamencie.
W wyborach parlamentarnych, które odbyły się w 2007 roku partia zdobyła 0,4% głosów, co pozwoliło jej na wprowadzenie 1 przedstawiciela do parlamentu.